# Johannes Wald
Johannes Wald (* 1980 in Sindelfingen) ist ein deutscher Konzeptkünstler und Bildhauer.

## Leben
Wald studierte von 2002 bis 2009 an der Staatlichen Akademie der Bildenden Künste in Karlsruhe und war von 2007 bis 2009 Meisterschüler bei Harald Klingelhöller. Johannes Wald lebt und arbeitet in Berlin.

## Werk
Die bildhauerischen Arbeiten von Johannes Wald folgen nicht einer tradierten Vorstellung von Bildhauerkunst. Vielmehr verkörpern seine Arbeiten den Begriff der Skulptur, wecken Fragen nach dem „wie“ einer Betrachtung, der Kontemplation und der Entstehung einer Skulptur. Wie kann abstrakte Begriffe wie Gefühle, künstlerischen Qualitäten und Ambitionen, materialisiert werden? Ist Form, als Mimesis oder Ausdruck überhaupt möglich?
Durch die Kombination klassischer Bildhauermaterialien wie Bronze, Marmor, Gips oder Ton und der Verbindung von Tradition und Moderne schafft Wald eine umstandslose Lust am Betrachten des eigenen Werks, das sich in ihren Motiven unter anderem auf die griechische Antike bezieht oder ganz allgemein nach den Grenzen der Bildhauerei fragt.

## Ausstellungen (Auswahl)
Einzelausstellungen
- 2024: B.O.D.Y. — Johannes Wald, Kunststation St. Peter, Köln
- 2016: lending thought body, Daniel Marzona Galerie, Berlin
- 2015: Whatness - Esther Kläs & Johannes Wald, Kunsthalle Bielefeld, Bielefeld
- 2014: Geste und Gefühl / attempts at forming appropiate finds, Museum Kurhaus Kleve, Kleve
- 2013: In the shade of absence, Albertinum, Dresden[3]
- 2012: fig. Konrad Fischer Galerie, Düsseldorf
- 2010: Einraumhaus, Einraumhaus, Mannheim
- 2009: things for the light to shine on, Galerie Pitrowski, Berlin

Gruppenausstellungen
- 2013: KölnSkulptur #7, Skulpturenpark Köln, Köln
- 2012: Vorführraum, Kunsthalle Bielefeld, Bielefeld
- 2010: der unaufhaltsame Aufstieg von Draufgängern und Flaschen, Städtische Galerie Karlsruhe, Karlsruhe
- 2008: Top 08 Meisterschüler der Kunsthalle Karlsruhe, Kunstverein Heilbronn, Heilbronn
- 2005: See History, Kunsthalle zu Kiel, Kiel

## Auszeichnungen und Ehrungen
- 2004/2007: Preisträger der Staatlichen Akademie der Bildenden Künste Karlsruhe
- 2006 –2009: Stipendiat der Studienstiftung des deutschen Volkes
- 2009: Auslandsstipendium der Staatlichen Akademie der Bildenden Künste Karlsruhe
- 2011: Debütantenförderung der Staatlichen Akademie der Bildenden Künste Karlsruhe
- 2013: Ernst-Rietschel-Kunstpreis der Staatlichen Kunstsammlungen Dresden